# Shahu I.

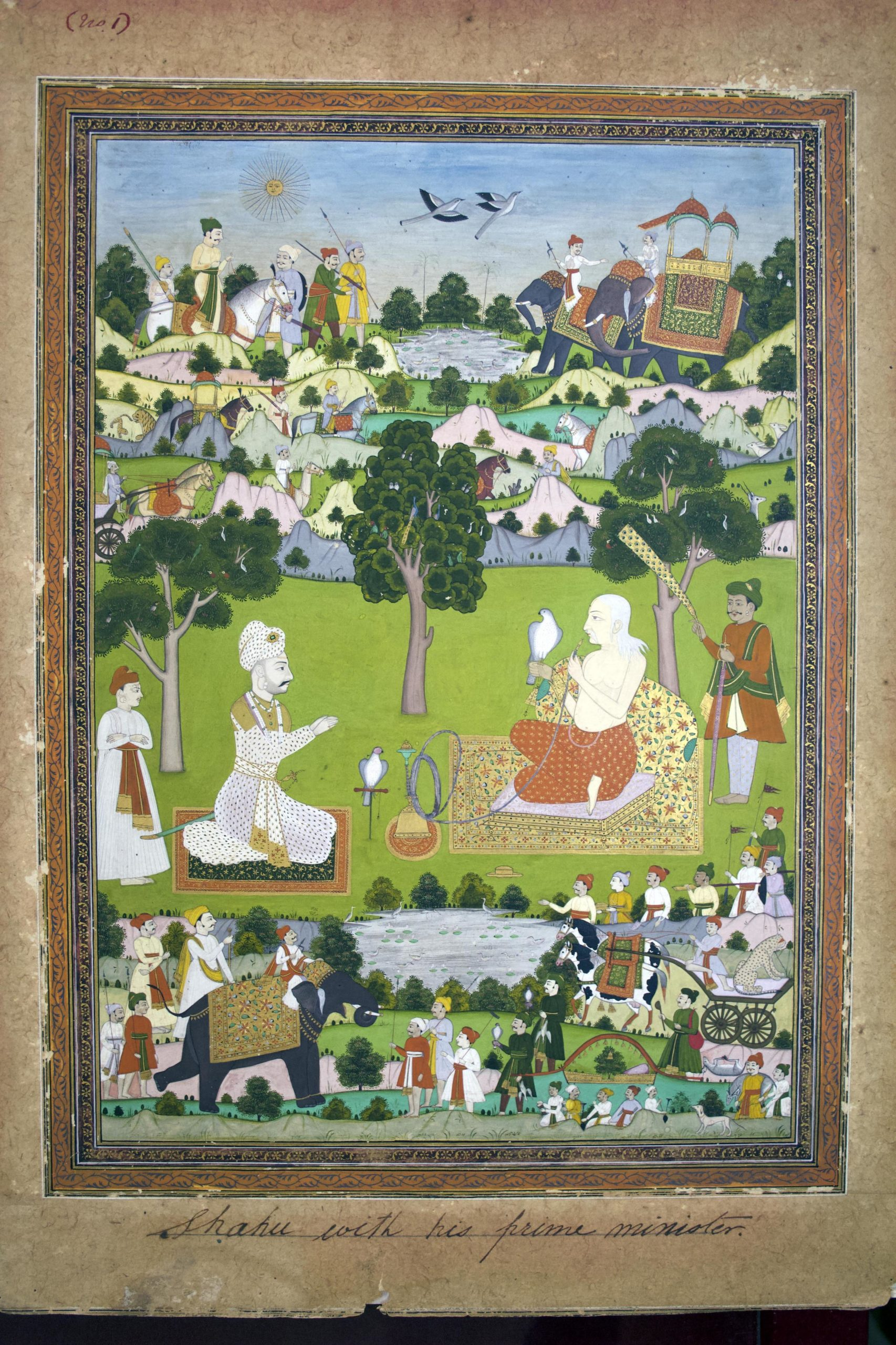
Chhatrapati Shahu I. und sein Premierminister (peshwa) Balaji Baji Rao bei der Falkenjagd

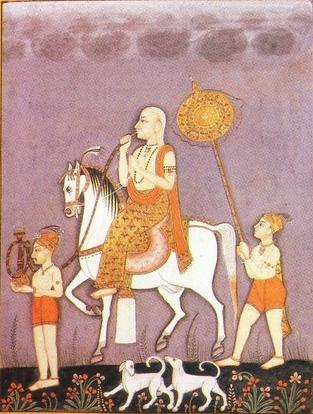
Shahu I. zu Pferd mit von einem Diener getragener Wasserpfeife

Der Hindu Shahu I. (eigentlich Shivaji Sambhaji Raje Bhosale; * 18. Mai 1682; † 15. Dezember 1749) war der Enkel von Shivaji und Sohn von Sambhaji; er regierte mit tatkräftiger Unterstützung der Peshwas Balaji Vishwanath, Bajirao I. und Balaji Baji Rao von 1708 bis zu seinem Tod das Marathenreich in Mittelindien und führte mehr als 40 Jahre lang den Königstitel Chhatrapati („Schirmherr“).

## Biografie
Nach der Eroberung des Raigad-Forts durch die Truppen des Mogul-Herrschers Aurangzeb (reg. 1658–1707) im Jahr 1689 wurden Shahu und seine Mutter Yesubai Bhonsale gefangen genommen und an den Hof nach Delhi verbracht, wo sie gut behandelt wurden. Prinz Shahu heiratete die Töchter zweier Höflinge und erhielt Ländereien zur Versorgung seiner Familie und seiner Hofhaltung. Nach dem Tod Aurangzebs entließ ihn sein Sohn Muhammad Azam Shah aus der Haft, doch wurde dieser selbst noch im Juni desselben Jahres von seinem Bruder Bahadur Shah I. in einer Schlacht besiegt und getötet. Shahu war bereits in seine alte Heimat geflüchtet, wo sich ihm andere Marathenführer anschlossen. Binnen kurzer Zeit eroberten seine Armeen das Raigad-Fort sowie andere Festungen zurück.
In den Folgejahren gewannen seine Peshwas mehrere Schlachten und vergrößerten das Marathenreich um große Gebiete im Norden und Westen Indiens (u. a. Bundelkhand, Bundi, Malwa, Gujarat, Gwalior, Kota und das Gebiet des Ganga-Yamuna Doab). Shahu ließ Bäume pflanzen, Ackerflächen neu erschließen und erließ Steuern, was insbesondere den Kleinbauern zugutekam, aber auch sonst wurde er von vielen geschätzt.
Shahu starb am 15. Dezember 1749 bei Shahunagar, einem Vorort der heutigen Stadt Pimpri-Chinchwad im Distrikt Pune; sein Leichnam wurde verbrannt (Feuerbestattung).

## Familie
Shahu hatte vier Frauen, die ihm zwei Söhne und vier Töchter schenkten, von denen jedoch nur wenige überlebten. Eine seiner Frauen folgte ihm als Witwe in den Tod.

## Nachfolge
Da Shahu keine überlebenden Söhne hatte, setzte seine Tante Tara Bai (1675–1761) nach jahrelangen Thronfolgekriegen ihren angeblichen Enkel Rajaram II. als Nachfolger durch.